# Brigitte Gros
Pour les articles homonymes, voir Gros et Famille Servan-Schreiber.
Brigitte Gros, née Servan-Schreiber, le 12 juin 1925 à Saint-Germain-en-Laye et morte le 11 mars 1985 dans le 16e arrondissement de Paris, est une femme politique et femme de lettres française. Elle est la fille d'Émile Servan-Schreiber et la sœur de Jean-Jacques Servan-Schreiber, Jean-Louis Servan-Schreiber et Christiane Collange.

## Jeunesse et engagement dans la Résistance
Elle est la fille du journaliste Émile Servan-Schreiber. Ses frères Jean-Jacques et Jean-Louis, et sa sœur Christiane, furent également journalistes.
Pendant la Seconde Guerre mondiale, Brigitte Gros est une jeune résistante, puisque dès l'âge de 18 ans, en 1943, elle devient agent de liaison dans les maquis de l'Ain et y travaille sous les ordres de Léo Hamon. Brigitte Gros est arrêtée en 1944 avec deux de ses camarades de la Résistance. Elle a raconté plus tard avoir entendu leur mise à mort depuis le réduit où elle était enfermée. Elle a dû sa liberté au geste humain d'un officier allemand qui a sans doute eu pitié de sa jeunesse. Lors de la libération de Paris, elle est à l'Hôtel de Ville lorsque le général de Gaulle prononce son célèbre discours (elle est la jeune femme à la gauche du Général dans le film). Elle s'engage auprès de l'armée du général de Lattre de Tassigny, rejoint la Première armée puis participe à la campagne d'Alsace. Selon une anecdote rapportée par sa sœur, c'est une couturière de quartier qui doit lui confectionner son uniforme, faute de tenues adaptées dans les dotations militaires. Son courage lui vaut d'être décorée de la croix de guerre, avec la citation suivante : « Toujours volontaire pour les missions périlleuses, elle a donné l'exemple du plus pur courage ».
Elle épouse Emeric Grosz, un maroquinier d’origine hongroise.

## Carrière de journaliste
Après la guerre, elle devient journaliste et travaille pour un certain nombre de journaux, dont les Échos, puis en 1953, collabore avec son frère Jean-Jacques Servan-Schreiber lors de la fondation de L'Express, originellement supplément des Échos.
Elle acquiert une véritable spécialisation dans les domaines de l'urbanisme et des transports, qui a par la suite beaucoup d'importance dans son action politique. Elle devient membre du groupe national du Parti républicain radical et radical-socialiste, où elle côtoie Pierre Mendès France.
Elle dirige l'hebdomadaire local La Liberté de la vallée de la Seine, un titre qui a pris la suite de La Dépêche de la vallée de la Seine en 1962 et qui a cessé de paraître en 1980.

## Carrière politique

### Maire de Meulan jusqu'en 1985
Brigitte Gros est élue conseillère municipale de la ville de Meulan en 1962, dans les Yvelines, puis maire l'année suivante et conservera ce mandat jusqu'à la fin de sa vie. Elle est à l'origine de la construction du quartier du Paradis et du doublement consécutif de la population de la commune. En mai 1969, elle met en place le jumelage de la commune avec Kilsyth (Écosse). La place de la mairie de Meulan a été renommée « Place Brigitte-Gros » en sa mémoire.

### Sénatrice des Yvelines (1973-1985)
En septembre 1973, elle arrive au Sénat après le décès du sénateur des Yvelines Aimé Bergeal. Elle occupe les fonctions de secrétaire du Sénat, de vice-présidente de la commission des Affaires culturelles et de secrétaire de la commission des Affaires culturelles. Elle est d'abord rattachée administrative au groupe socialiste, devient non-inscrite, puis rejoint en 1981 le groupe de la Gauche démocratique et siège, selon les époques, à la commission des Affaires économiques et du Plan ou à la commission des Affaires culturelles. De manière anecdotique, elle prend parti pour la suppression du baccalauréat à travers une proposition de loi qu'elle dépose en 1980.

#### Communications audiovisuelles
Dans les domaines relevant de la commission des Affaires culturelles, Brigitte Gros prend une part active aux discussions législatives sur la communication audiovisuelle et sur la presse écrite, dont elle défend activement le pluralisme ; elle s'intéresse ainsi à des aspects techniques comme le prix des journaux, les modalités de leur distribution et les recettes publicitaires.

#### Féminisme
Son action de sénatrice reflète ses convictions féministes : sa première intervention au Sénat portera ainsi sur les crèches. En 1974, dans un débat sur l'amélioration de la condition féminine, elle consacre un long développement au problème des modes de garde des jeunes enfants.
Elle dépose en 1978 deux propositions de loi, l'une pour protéger davantage les femmes du viol et l'autre pour faciliter l'accès des femmes à la vie publique — cette dernière proposition semblant relever de l'urgence : il n'y avait alors que cinq sénatrices.
Après la censure par le Conseil constitutionnel de l'amendement Halimi instaurant un quota pour les femmes aux élections, elle se prononce pour la tenue d'un référendum au cas où les élections municipales de 1983 seraient défavorables aux femmes.
En 1979, elle intervient dans le cadre du projet de loi relatif à I'IVG, qui vise à reconduire la loi Veil de 1975 et s'inquiète des risques de résurgence des drames de l'avortement clandestin pour les femmes de condition modeste, en raison des contraintes liées à l'accès à I'IVG.
En 1982, elle s'insurge contre l'insuffisante représentation politique des femmes en France et propose par amendement de prévoir la présence de 30 % de femmes sur les listes de candidats dans les communes de plus de 15 000 habitants.

#### Urbanisme
Brigitte Gros s'est intéressée aux problèmes concernant la vie locale. Elle prend ainsi une part active dans la discussion autour des grandes lois de décentralisation du début des années 1980. Elle montre de solides compétences en matière de fiscalité et de finances, mais c'est probablement par son engagement dans les questions d'aménagement urbain et de logement que l'action de Brigitte Gros se fait le plus remarquer.
Elle intervient également dans le domaine des transports urbains. Elle connaît bien les problématiques de la desserte des banlieues et se bat pour la création d'emplois proches des lieux d'habitat. Son livre Quatre heures de transport par jour, paru en 1970, sera adapté au cinéma sous le titre Elle court, elle court la banlieue, où toutes les thématiques et les clichés relatifs aux « grands ensembles » emblématiques des années 1970 sont développés. Brigitte Gros évoque ce film au Sénat en 1983, lors de la discussion du projet de loi sur l'égalité professionnelle entre les hommes et les femmes, pour rappeler l'importance du problème des transports quotidiens dans la condition des femmes au travail. 
Suivra en 1973 son livre Les Paradisiennes, qui aborde directement la question de la vie et des déplacements liés aux grands ensembles. Inspirées par la crise de l'énergie, ses préoccupations en matière de transports l'incitent alors à déposer en 1975 une proposition de loi pour créer une carte d'auto-stoppeur, sorte de co-voiturage avant l'heure.

### Parti radical
Elle a été vice-présidente du Parti radical. Entre juillet et décembre 1975, elle est secrétaire générale par intérim du parti après la démission de son frère Jean-Jacques de sa direction. En novembre 1981, elle est candidate à la présidence du parti, en vain.

## Fin de parcours
Brigitte Gros, malade, meurt en 1985 à 59 ans. Dans son éloge funèbre, le président du Sénat Alain Poher rend hommage à ses qualités en évoquant « son éloquence persuasive et [...] son extraordinaire puissance de travail » mises au service d'un « message pour un mieux-vivre des populations, pour le respect des libertés, pour plus de justice ».